# نخل نارگیلی بلندا
نخل نارگیلی بُلَندا (نام علمی: Beccariophoenix alfredii) نام یک گونه از تیره نخل است.